# Francesco Margiotta
Francesco Margiotta (Torino, 15 luglio 1993) è un calciatore italiano, attaccante del Rànger's.

## Carriera

### Club

#### Gli inizi e vari prestiti
Nato a Torino e cresciuto a Collegno, inizia nel settore giovanile della Juventus, arrivando nella squadra Primavera nella stagione 2010-2011, rimanendovi fino al 2012, quando vince il Torneo di Viareggio. Nell'estate 2012 viene ceduto in prestito alla Carrarese, in Lega Pro Prima Divisione, insieme al compagno di squadra e coetaneo Nicolò Corticchia. Debutta tra i professionisti il 5 agosto nel primo turno di Coppa Italia, giocando titolare nella vittoria interna per 5-4 contro il Catanzaro. La prima in campionato la gioca il 16 settembre, partendo dal 1' nella sconfitta per 2-0 in trasferta con il Sorrento. Chiude la stagione con 10 presenze, terminando al 16º posto in classifica, con conseguente retrocessione in Lega Pro Seconda Divisione, ma la squadra verrà poi riammessa in seguito alla non iscrizione della Tritium.
La stagione successiva rimane in prestito in Prima Divisione, stavolta all'Venezia. Esordisce il 16 novembre 2013 nella sconfitta per 2-1 sul campo del Savona in campionato, gara nella quale gioca tutti i 90 minuti. Segna la prima rete in carriera il 15 dicembre, portando in vantaggio i suoi al 10' nel successo per 3-1 in trasferta in campionato contro la Cremonese. Ottiene 17 presenze in totale, segnando 4 volte e chiudendo il campionato al 10º posto, con ammissione nella Lega Pro dell'anno successivo per i lagunari.
Nel 2014-2015, con Prima Divisione e Seconda Divisione riuniti in un unico campionato, la Lega Pro, Margiotta va a giocare al Monza. Debutta con i brianzoli il 16 agosto 2014, nel secondo turno di Coppa Italia, entrando al 60' della gara in trasferta contro il Modena, persa per 3-2 ai calci di rigore. L'esordio in campionato avviene il 6 settembre, quando entra all'intervallo del successo per 3-2 sul campo del Renate. Trova il primo gol l'11 ottobre, quando mette a segno al 63' la rete decisiva nella vittoria per 1-0 in trasferta in Lega Pro con la sua ex squadra, l'Venezia. La prima marcatura multipla in carriera la realizza il 17 dicembre, quando segna una doppietta nel 3-0 casalingo in campionato sulla Torres. Va via da Monza dopo soltanto mezza stagione, con 15 apparizioni e 3 reti, rescindendo il contratto e passando in un'altra squadra dello stesso girone, il Real Vicenza. Fa il suo esordio con i vicentini il 17 gennaio 2015, giocando titolare nello 0-0 sul campo dell'Alessandria in Lega Pro. Segna l'unica rete in biancorosso il 4 marzo, portando sul definitivo 2-0 la sua squadra al 93' in casa contro l'AlbinoLeffe in campionato. Chiude con 13 presenze e 1 gol, terminando al 7º posto, con la squadra che però non si iscriverà l'anno successivo, rimanendo attiva solo a livello giovanile.
Ad agosto 2015 passa in prestito al Santarcangelo, ancora in Lega Pro. Il debutto avviene il 7 settembre, quando entra al 61' dell'1-1 interno contro l'Arezzo in campionato. Va a segno per la prima volta il 1º novembre, siglando il momentaneo vantaggio al 4' nel pareggio per 1-1 sul campo dell'Aquila in Lega Pro. Gioca 31 gare con i romagnoli segnando 9 volte e chiudendo 11º in classifica.

#### Losanna e Lucerna
A luglio 2016 viene ingaggiato in prestito dagli svizzeri del Losanna, appena ritornati in Super League, massima serie elvetica. Esordisce il 24 luglio alla prima di Super League, persa per 2-0 in trasferta contro il Grasshoppers, partendo dal 1'. La settimana successiva segna il suo primo gol, quello del momentaneo 1-0 al 2' nel pareggio casalingo per 4-4 con il Thun in campionato. Il 24 settembre realizza una doppietta nel 3-1 sul campo del Lucerna in Super League. È costretto a concludere la stagione con la fine del 2016, dopo 18 gare e 8 reti, a causa di un infortunio al legamento crociato nel ritiro durante la sosta invernale. I losannesi riescono comunque a salvarsi grazie al 9º posto in campionato. La Juventus prolunga il prestito anche per la stagione successiva e Margiotta ritorna in campo all'inizio della Super League 2017-2018, stagione che verrà conclusa con l’ultimo posto in classifica. Il giocatore resta nel club elvetico anche per la stagione seguente in Challenge League 2018-2019.
Nel luglio 2019 passa al club del Lucerna, in Super League elvetica. Disputa un'ottima stagione, siglando 11 gol in campionato.

#### Chievo
La stagione successiva non accetta l'offerta di rinnovo da parte del club elvetico e rimane svincolato. Il 21 ottobre 2020 firma un contratto biennale con il Chievo, facendo così ritorno in Italia. Esordisce nella gara interna con il Cosenza e trova il primo goal in Serie B in occasione della sfida esterna contro il Frosinone il 5 dicembre, su assist di Garritano. La settimana successiva realizza la sua prima doppietta nella gara casalinga contro la Reggina.
Al termine della stagione, tuttavia, l'attaccante rimane svincolato, in seguito al fallimento e alla radiazione dal campionato della società.

#### Melbourne Victory
Il 20 ottobre 2021 firma un contratto annuale per il Melbourne Victory, squadra della A-League.
Con un totale di 31 presenze e cinque reti lungo la stagione, l'attaccante contribuisce alla buona annata del club, che sotto la guida del nuovo allenatore Tony Popović si aggiudica la coppa nazionale e conquista il secondo posto nella regular season (a un solo punto dal capolista Melbourne City), venendo però eliminata nelle semifinali dei play-off finali dal Western United. Al termine della stagione, anche per via di problemi di ambientamento, il giocatore non rinnova il proprio contratto con il club australiano.

#### Il ritorno in Italia
Il 17 agosto 2022 torna ufficialmente in Italia unendosi al Latina, in Serie C, con cui firma un contratto biennale, con un'opzione di rinnovo per il terzo anno.
Il 31 gennaio 2023, viene ceduto in prestito fino al termine della stagione al Novara.
Il 10 ottobre seguente viene ingaggiato dal Sestri Levante, club neopromosso in Serie C.

#### Botoșani
Il 15 febbraio 2024, Margiotta passa a titolo definitivo al Botoșani, nella massima serie rumena. A fine stagione, rescinde il contratto con il club, a seguito di ripetuti ritardi nei pagamenti e disaccordi con la dirigenza.

#### Istiklol
Il 4 agosto 2024, si accorda ufficialmente con l'Istiklol, nella massima serie tagika.

### Nazionale
Nel 2011 è stato convocato dalla nazionale italiana Under-19 di Alberico Evani per un'amichevole a Lamezia Terme contro i pari età della Russia, gara vinta per 2-1 nella quale è stato schierato titolare e sostituito all'intervallo da Giammario Piscitella.

## Statistiche

### Presenze e reti nei club
Statistiche aggiornate al 30 giugno 2024.
| Stagione        | Squadra           | Campionato      | Campionato | Campionato | Coppe nazionali | Coppe nazionali | Coppe nazionali | Coppe continentali | Coppe continentali | Coppe continentali | Altre coppe | Altre coppe | Altre coppe | Totale | Totale | Totale |
| Stagione        | Squadra           | Comp            | Pres       | Reti       | Comp            | Pres            | Reti            | Comp               | Pres               | Reti               | Comp        | Pres        | Reti        | Pres   | Reti   |        |
| --------------- | ----------------- | --------------- | ---------- | ---------- | --------------- | --------------- | --------------- | ------------------ | ------------------ | ------------------ | ----------- | ----------- | ----------- | ------ | ------ | ------ |
| 2012-2013       | Carrarese         | 1D              | 8          | 0          | CI+CI-LP        | 2+0             | 0+0             | -                  | -                  | -                  | -           | -           | -           | 10     | 0      |        |
| 2013-2014       | Venezia           | 1D              | 17         | 4          | CI+CI-LP        | 0+0             | 0+0             | -                  | -                  | -                  | -           | -           | -           | 17     | 4      |        |
| 2014-gen. 2015  | Monza             | LP              | 14         | 3          | CI+CI-LP        | 1+0             | 0+0             | -                  | -                  | -                  | -           | -           | -           | 15     | 3      |        |
| gen.-giu. 2015  | Real Vicenza      | LP              | 13         | 1          | CI-LP           | -               | -               | -                  | -                  | -                  | -           | -           | -           | 13     | 1      |        |
| 2015-2016       | Santarcangelo     | LP              | 31         | 9          | CI-LP           | 0               | 0               | -                  | -                  | -                  | -           | -           | -           | 31     | 9      |        |
| 2016-2017       | Losanna           | SL              | 18         | 8          | CS              | 0               | 0               | -                  | -                  | -                  | -           | -           | -           | 18     | 8      |        |
| 2017-2018       | Losanna           | SL              | 34         | 8          | CS              | 1               | 0               | -                  | -                  | -                  | -           | -           | -           | 35     | 8      |        |
| 2018-2019       | Losanna           | ChL             | 19         | 3          | CS              | 1               | 0               | -                  | -                  | -                  | -           | -           | -           | 20     | 3      |        |
| Totale Losanna  | Totale Losanna    | Totale Losanna  | 71         | 19         | -               | 2               | 0               | -                  | -                  | -                  | -           | -           | -           | 73     | 19     |        |
| 2019-2020       | Lucerna           | SL              | 30         | 11         | CS              | 3               | 2               | UEL                | 4                  | 0                  | -           | -           | -           | 37     | 13     |        |
| 2020-2021       | ChievoVerona      | B               | 30+1       | 5          | CI              | 0               | 0               | -                  | -                  | -                  | -           | -           | -           | 31     | 5      |        |
| 2021-2022       | Melbourne Victory | AL              | 25         | 4          | FFA             | 6               | 1               | -                  | -                  | -                  | -           | -           | -           | 31     | 5      |        |
| 2022-gen. 2023  | Latina            | C               | 18         | 2          | CI-C            | 1               | 0               | -                  | -                  | -                  | -           | -           | -           | 19     | 2      |        |
| gen.-giu. 2023  | Novara            | C               | 10+1       | 1          | CI-C            | -               | -               | -                  | -                  | -                  | -           | -           | -           | 11     | 1      |        |
| 2023-feb. 2024  | Sestri Levante    | C               | 17         | 3          | CI-C            | -               | -               | -                  | -                  | -                  | -           | -           | -           | 17     | 3      |        |
| feb.-mag. 2024  | Botoșani          | LI              | 7          | 1          | CR              | 0               | 0               | -                  | -                  | -                  | -           | -           | -           | 7      | 1      |        |
| Totale carriera | Totale carriera   | Totale carriera | 293        | 63         | -               | 15              | 3               | -                  | 4                  | 0                  | -           | -           | -           | 312    | 66     |        |

## Palmarès

### Club

#### Competizioni giovanili
- Torneo di Viareggio: 1

Juventus: 2012

#### Competizioni nazionali
- FFA Cup: 1

Melbourne Victory: 2021
- Campionato tagiko: 1

Istiklol: 2024